# پلنگ در شب
پلنگ در شب فیلمی به کارگردانی و نویسندگی سعید مطلبی محصول سال ۱۳۵۴ است.

## داستان
مهدی پلنگ (ایرج قادری) پس از هفت سال از زندان آزاد می‌شود، و قاسم (علی آزاد) و دارو و دسته‌اش را رو در روی خود می‌بیند که قمارخانهٔ او را بسته‌اند، نوچه اش (مهدی فخیم زاده) را مضروب کرده‌اند و اهل محل را به ستوه آورده‌اند. مهدی به پیرزنی به نام بی بی کوکب (پروین سلیمانی) کمک می‌کند و نوه اش مریم (آرام)، که پدرش در زندان است، از مهدی می‌خواهد که در محفل دوستانش خود را به جای پدر او معرفی کند. مهدی می‌پذیرد، و آن دو به تدریج به هم علاقه‌مند می‌شوند. قاسم و افرادش برای کشتن مهدی نقشه می‌کشند، و پس از عدم موفقیت در اجرای نقشهٔ خود مریم را گروگان می‌گیرند، و مهدی را به خارج شهر می‌کشانند تا از او برای تصاحب املاکش امضا بگیرند. مهدی درخواست آنها را می‌پذیرد؛ اما قاسم به قولش وفا نمی‌کند و در صدد آزار مریم برمی آید و مهدی را با شلیک گلوله زخمی می‌کند. مهدی، به تلافی، قاسم را با اتومبیل زیر می‌گیرد و پس از رسیدن پلیس دستگیر می‌شود.

## بازیگران
- ایرج قادری
- آرام
- حمیده خیرآبادی
- مهدی فخیم زاده
- پروین سلیمانی
- علی آزاد
- محمود تهرانی
- سرمه
- ساغر
- کاظم افرندنیا
- نریمان شیری فرد
- هوشنگ حمزه‌ای
- ذبیح‌الله ذبیح‌پور
- رفیع مددکار
- اسماعیل شیرازی
- چنگیز
- رضا حاجیان
- جواد نجفی